# MKM Stadium
Das MKM Stadium ist ein Fußballstadion in der englischen Stadt Kingston upon Hull, Vereinigtes Königreich. Der Bau kostete 44 Mio. £ und wurde 2002 fertiggestellt. Es war nach Kingston Communications (kurz: KC), einem Kommunikationsunternehmen, benannt. Nach der Umbenennung von Kingston Communications in KCOM Group erhielt das KC Stadium den Namen KCOM Stadium. Am 25. Juni 2021 wurde eine neue Partnerschaft mit MKM Building Supplies Ltd. bekannt gegeben und das Stadion wurde in MKM Stadium umbenannt. Der Vertrag hat eine Laufzeit von fünf Jahren.
Die Anlage wird hauptsächlich vom Fußballverein Hull City und vom Rugby-League-Verein Hull FC genutzt, es fanden jedoch auch Spiele von Nationalmannschaften beider Sportarten sowie Konzerte, zum Beispiel von Elton John oder The Who, dort statt. Mit seiner Eröffnung ersetzte das Stadion zum einen den von Hull City genutzten Boothferry Park sowie das Stadion The Boulevard des Hull FC.

## Lage des Stadions
Die Sportstätte befindet sich im Westen von Kingston upon Hull im West Park. Es liegt direkt an der A1105 (Anlaby Road).

## Geschichte
Die Idee eines Stadionneubaus kam zum ersten Mal 1997 auf. Finanziert werden konnte das Projekt jedoch nur dadurch, dass die Stadt Kingston upon Hull Kapitalanteile an die Kommunikationsgesellschaft Kingston Communications verkaufte.
John Topliss wurde mit der Projektleitung beauftragt. Er und sein Team beschäftigten sich zusammen mit der hinzugezogenen Firma Drivers Jonas über vorbereitende Maßnahmen zum Stadionbau, wie die Erforschung eines geeigneten Standorts, die Stadiongröße sowie interne Stadioneinrichtungen.
Das Projektteam untersuchte über ein Dutzend verschiedene Standorte, innerhalb wie außerhalb der Stadt, um sich schließlich auf The Circle im West Park festzulegen. Entscheidungskriterien waren insbesondere die Erreichbarkeit, Baurichtlinien, bestehende Sportanlagen, die Abtrennung des Geländes von Wohngebieten sowie der Stadtbesitz.

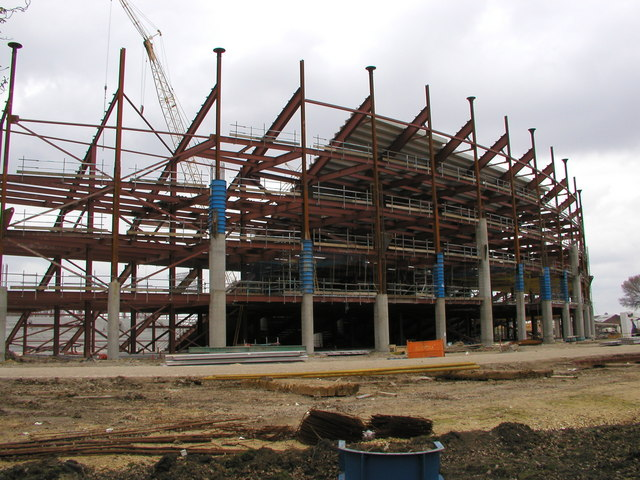
Stadionbau 2002

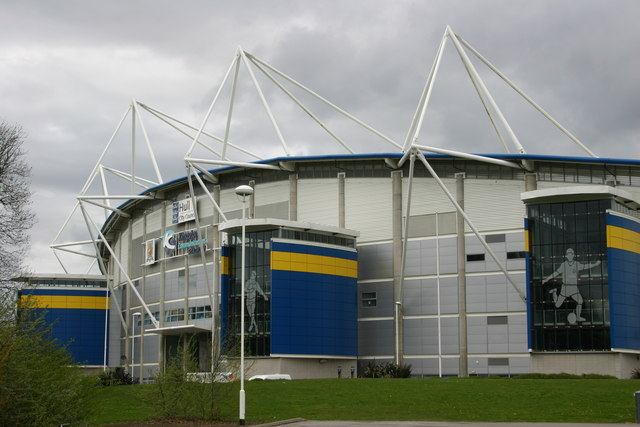
Außenansicht

Die Empfehlung von Drivers Jonas für den heutigen Standort basierte auf dem Bau zusätzlicher Sportanlagen (neben dem Stadion) für die Einwohner im Westen Hulls. Das Stadion sollte demnach eine Kapazität von 25.000 bis 30.000 Plätzen erhalten. Das Ingenieurbüro Arup unterbreitete verschiedene Bauvorschläge für das Stadion, welche von der Designerfirma Miller Partnership übernommen und so diverse Designvariationen erstellt wurden.
Die Baugenehmigung für das Projekt wurde im Dezember 2000 erteilt. Die bauausführende Firma im darauffolgenden Jahr war Birse Construction.
Trotz zahlreicher Schwierigkeiten während der Bauphase (wie z. B. die Konkursanmeldung von Hull City) konnte das Stadion rechtzeitig fertiggestellt werden; der Bau dauerte insgesamt 14 Monate und kostete £44 Mio. Die offizielle Eröffnung erfolgte am 18. Dezember 2002 mit einem Freundschaftsspiel zwischen Hull City und dem AFC Sunderland. Das Spiel endete 1:0, dabei wurde Steve Melton zum ersten Torschützen im neuen Stadion.

## Beschreibung
Das reine Sitzplatzstadion besteht aus einem asymmetrischen Oval, welches derzeit Platz für insgesamt 25.404 Zuschauer bietet. Es bestehen Pläne, durch den Bau eines Oberrangs auf der Osttribüne die Kapazität auf 30.000 Plätze zu vergrößern. Jede Tribüne besitzt einen Sponsoren-Namen.
Für Unternehmensvertreter werden zwischen den beiden Rängen der Westtribüne insgesamt 28 Logen bereitgestellt. Die Sicherheit im Stadion wird über insgesamt 57 Videokameras gewährleistet. Im Sommer 2007 wurde die alte elektronische Anzeigetafel durch eine moderne, 40 m² große LED-Leinwand ersetzt.
Die Stadionsitze sind meist schwarz. Auf der Nord- und Südtribüne bilden weiße und bernsteinfarbene Sitze jeweils ein Mal das Wort Hull. Auf der Osttribüne ist eine Adelskrone abgebildet – ein Stadtsymbol, welches sich sowohl im Vereinslogo von Hull FC als auch im Stadtwappen findet. Die drei Farben schwarz, weiß und bernstein wurden gewählt, um die Vereinsfarben der beiden beherbergten Vereine zu repräsentieren. Bei Hull City sind diese schwarz-bernstein, bei Hull FC sind sie schwarz-weiß. An der Außenschale des Stadions sind zudem die Farben blau und gold der Stadt Hull zu erkennen (s. Bild links).
Die bespielbare Rasenfläche ist 114 Meter lang und 74 Meter breit, wovon ein Anteil von drei % aus Kunstrasen besteht. Sie bietet damit genügend Platz für ein Fußballspiel nach FIFA-Regularien (105 Meter × 68 Meter) sowie für ein Rugbyspiel (100 Meter × 68 Meter). Der Rasen besitzt ein automatisches Bewässerungssystem sowie eine Rasenheizung.
| Tribüne        | Lage             | Kapazität |
| -------------- | ---------------- | --------- |
| Smith & Nephew | Nord             | 4.000     |
| Arco           | Ost              | 6.000     |
| MKM            | Süd              | 4.000     |
| EBuyer         | West (Unterrang) | 6.000     |
| EBuyer         | West (Oberrang)  | 5.000     |

Das Stadion im West Park ist das erste, welches in einer innerstädtischen Parkanlage erbaut wurde. Der Stadionkomplex beinhaltet auch eine 1.500 Zuschauer fassende Multifunktionshalle (Gemtec Arena), einen Skatepark, zwei Sportrasenflächen, eine Sporthochschule, ein Fitnesscenter, ein Internetcafé sowie eine Bibliothek.
Dem MKM Stadium wurden verschiedene Ehrungen zuteil. Bei den Pro-Yorkshire Awards wurde es von der Royal Institution of Chartered Surveyors als eine der wichtigsten baulichen Entwicklungen in Yorkshire bezeichnet. Es war außerdem für einen Prime Minister's Award for Better Public Building nominiert und erhielt bei den British Construction Industry Awards in der Kategorie Best Value hohe Anerkennung. In einer im Jahre 2005 von Drivers Jonas initiierten Umfrage unter Fußballfans aus ganz Großbritannien erhielt das KC Stadium in den Kategorien Komfort, Dienstleistungen und Blickfeld die jeweils höchste Bewertung.